# Mario de Marco
Mario de Marco, né le 18 octobre 1965 à Il-Furjana (Floriana) à Malte, est un homme politique maltais.
Il fait des études de droit à l'Université de Cambridge, au Trinity Hall, où il obtient un masters in laws.
Mario de Marco entre en politique en se présentant aux élections générales de 2003, élu député, il est nommé vice-président des Comités à la Chambre des députés et participe au Comité des comptes publics et au Comité des affaires étrangères et européenne jusqu'en 2008. De nouveau élu aux élections générales de 2008, il est nommé, le 12 mars 2008, secrétaire parlementaire pour le tourisme auquel est ajouté ensuite la culture et l'environnement. Il est ministre du Tourisme, de l'Environnement et de la Culture depuis le 6 janvier 2012.
Il est le fils de l'ancien président de la République Guido de Marco.